# Brachynomadini
Tribu
Brachynomadini est une tribu d'abeilles dont les membres sont cleptoparasites. 

## Liste des genres et espèces
Selon NCBI (16 mars 2011) :
- genre Brachynomada
  - Brachynomada margaretae
- genre Paranomada
  - Paranomada velutina
- genre Triopasites
  - Triopasites penniger

Selon ITIS (16 mars 2011) :
- genre Brachynomada Holmberg, 1886
- genre Kelita Sandhouse, 1943
- genre Paranomada Linsley & Michener, 1937
- genre Triopasites Linsley, 1939